# Knock (Irlanda)
Knock (An Cnoc o Cnoc Mhuire in gaelico irlandese) è un piccolo centro abitato del Mayo, in Irlanda. Nonostante le dimensioni veramente esigue, il villaggio è famoso in tutto il mondo in quanto, secondo la Chiesa cattolica, il 21 agosto 1879 sarebbe apparsa alla popolazione locale la Vergine Maria (Nostra Signora di Knock), assieme a san Giuseppe e a san Giovanni Evangelista.
Nel corso del XX secolo è sorto e si è sviluppato un imponente santuario, uno dei maggiori in Europa per visitatori, circa un milione e mezzo annui, secondo per importanza e fama soltanto a Lourdes e Fatima.
Fu visitato nel 1979 da Papa Giovanni Paolo II.

## Toponomastica
Il nome più conosciuto nel mondo del villaggio è Knock, ovvero la versione inglese. Questo nome deriva totalmente in realtà da quello gaelico irlandese originale, An Cnoc, che significa semplicemente "la collina", di cui è stata traslitterata solo la pronuncia anglofona, come spesso è successo in Irlanda. Esiste anche un altro toponimo in lingua irlandese, Cnoc Mhuire, che significa "collina di Maria Vergine". È sorta anche una controversia negli anni su quale fosse il nome originale del luogo.
Fino al 2000 i segnali stradali indicavano Knock-Cnoc Mhuire (i segnali in Irlanda sono infatti bilingui), ma la parte in lingua irlandese fu poi cambiata nella più antica versione An Cnoc: la Irish Placenames Commission dichiarò infatti che An Cnoc fu utilizzato fino agli anni '20, ben quattro decenni dopo l'apparizione della Vergine. La questione giunse fino al Dáil (il Parlamento irlandese), che stabilì lecito l'uso della traduzione folkloristica Cnoc Mhuire, ma che per gli affari legali e ufficiali si sarebbe dovuto mantenere il nome storico.